# Aquilonastra iranica
Aquilonastra iranica is een zeester uit de familie Asterinidae.
De wetenschappelijke naam van dit taxon werd in 1940 gepubliceerd door Theodor Mortensen.